# Ateleopus
Genre
Ateleopus est un genre de poisson  Ateleopodiformes.

## Liste d'espèces
Selon FishBase & ITIS:
- Ateleopus indicus Alcock, 1891
- Ateleopus japonicus Bleeker, 1853
- Ateleopus natalensis Regan, 1921
- Ateleopus purpureus Tanaka, 1915
- Ateleopus tanabensis Tanaka, 1918

## Référence
- Temminck et Schlegel, 1846 : Fauna japonica sive descriptio animalium, quae in itinere per Japoniam jussu et auspiciis superiorum, qui summum in Indian Batavia imperium tenent suscepto annis 1823-1850 collegit, notis, observationibus et ... Parts 10-14 pp 173-269.